# تلویزیون قرن بیستم
تلویزیون فاکس قرن بیستم (انگلیسی: 20th Century Fox Television) یا به اختصار «TCFTV»، بخشِ تولیدات تلویزیونیِ استودیوی فاکس قرن بیستم و از شرکت‌های تابعه کمپانی فاکس قرن ۲۱ است.